# Across Six Leap Years
Across Six Leap Years è il decimo album in studio del gruppo musicale britannico Tindersticks, pubblicato nel 2013.

## Il disco
Il disco consiste di dieci tracce già edite dal gruppo o da Stuart A. Staples solista, ma riregistrate presso gli Abbey Road Studios di Londra.
Il titolo si riferisce al fatto che vi sono stati sei anni bisestili nel periodo di tempo intercorso tra il 1992 (anno di fondazione del gruppo) ed il 2012 (anno di avvio del progetto relativo al disco).

## Tracce
1. Friday Night – 5:30
2. Marseilles Sunshine – 4:31
3. She's Gone – 3:44
4. Dying Slowly – 4:28
5. If You're Looking for a Way Out – 4:42
6. Say Goodbye to the City – 4:42
7. Sleepy Song – 4:40
8. A Night In – 6:54
9. I Know That Loving – 6:46
10. What Are You Fighting For? – 4:10

## Formazione
- David Boulter – piano, organo, percussioni
- Neil Fraser – chitarra acustica, chitarra elettrica
- Earl Harvin – batteria, cori
- Dan McKinna – basso, cori
- Stuart A. Staples – voce, chitarra elettrica, chitarra acustica, percussioni